# دارين براون
دارين براون (بالإنجليزية: Darren Brown)‏ هو مغني بريطاني، ولد في 18 يناير 1962 في لندن في المملكة المتحدة، وتوفي في 6 ديسمبر 2006 في توتينغ ‏ في المملكة المتحدة بسبب سكتة.

## وصلات خارجية
- دارين براون على موقع ميوزك برينز (الإنجليزية)
- دارين براون على موقع ديسكوغز (الإنجليزية)